# ブラウン・アーコシュ
ブラウン・アーコシュ（Braun Ákos、1978年6月26日 - ）はハンガリーのパクシュ出身の柔道選手。階級は73kg級。

## 人物
柔道は7歳の時に始めた。2004年のアテネオリンピックには、オリンピック出場資格を有するヨーロッパの73kg級ランキングリストの9位以内に僅かに届かなかったこともあって、出場できなかった。しかし、2005年のヨーロッパ選手権で優勝すると、その勢いで世界選手権でも決勝でイタリアのフランチェスコ・ブルエレを指導で破って優勝を果たした。これにより、2005年におけるハンガリーのスポーツマンオブザイヤーに選出された。
2007年の世界選手権では4回戦で敗れた。その後、2008年の北京オリンピックの際にも出場資格が得られず、結果としてオリンピックには出場できずに終わった。

## 主な戦績
- 2004年 - フランス国際　3位
- 2004年 - 世界学生　3位
- 2005年 - ハンガリー国際　3位
- 2005年 - ポーランド国際　優勝
- 2005年 - ヨーロッパ選手権　優勝
- 2005年 - 世界選手権　優勝
- 2006年 - オーストリア国際　優勝
- 2006年 - 世界学生　優勝
- 2008年 - ヨーロッパ選手権　3位